# Västanå gruva
Västanå gruva är en järnmalmsgruva belägen fyra kilometer nordväst om Näsum i Skåne. 
Mellan åren 1804 och 1916 bröts här cirka 1500 ton järnmalm (hematit) som gick till Olofströms järnbruk i Olofström. Gruvan innehåller även andra mineral som muskovit, kvarts, kyanit, granater, lazulit, pyrofyllit. 1868 upptäckte den svenske kemisten Christian Wilhelm Blomstrand de nya mineralen berlinit, augelit, attakolit och trolleit i gruvan. Gruvan är i dag fornminnesskyddad.